# Breonia capuronii
Breonia capuronii är en måreväxtart som beskrevs av Razaf.. Breonia capuronii ingår i släktet Breonia och familjen måreväxter. Inga underarter finns listade i Catalogue of Life.